# اکسپرس ای‌ام ۲۲
ماهواره اکسپرس ای اِم ۲۲ Expreess AM ۲۲ در ۸۰ درجه شرقی قرار دارد.
این ماهواره قبلاً در مدار ۵۲ درجه شرقی بود که پس از پرتاب ماهواره اکسپرس ای‌ام ۶ به مدار ۸۰ درجه شرقی منتقل شد که اکنون خاموش شده است.

## پرتاب
این ماهواره توسط شرکت RSCC در ۸۰ درجه شرقی جای‌گذاری شده است.

## شبکه‌ها
در این ماهواره تعدادی شبکه روسی زبان وجود دارد.